# Attheyella subdola
Attheyella subdola är en kräftdjursart som beskrevs av Jakobi 1959. Attheyella subdola ingår i släktet Attheyella och familjen Canthocamptidae. Inga underarter finns listade i Catalogue of Life.